# Alfred Diel
Alfred Diel (* 10. April 1924 in Mainaschaff; † 12. Juni 2013) war ein deutscher Schachjournalist. Seine Publikationen betreffen überwiegend Themen der Schachgeschichte.

## Biografie
Diel arbeitete von 1946 bis 1968 als Journalist in Aschaffenburg, Nürnberg und Würzburg. Danach war er zunächst Leiter des Amtes für Presse und Information im Kreis Hanau, später bis 1984 Leiter einer Umweltabteilung im Main-Kinzig-Kreis. Zudem engagierte er sich zwölf Jahre lang ehrenamtlich in der Kommunalpolitik.
Jahrzehntelang war er in Schachorganisationen aktiv. Nach 1947 wirkte er zunächst mehrere Jahre als Jugendwart in Unterfranken. Von 1954 an war er Vorsitzender des Schachverbandes Unterfranken, bis er im Oktober 1957 nach Nürnberg übersiedelte. Seit 1953 war Diel Pressewart im Bayerischen Schachbund. Nach 1971 war er darüber hinaus Referent für Öffentlichkeitsarbeit im Deutschen Schachbund, bis er 1986 diese beiden Funktionen aufgab.
Bekannt wurde er als Redakteur verschiedener Schachmagazine. So gab er in Aschaffenburg, wo er zunächst als Redakteur des Main-Echos eine Schachspalte betreut hatte, 1950 und 1951 die Zeitschrift des Verbands Unterfranken, Das königliche Spiel, heraus. Daneben war er seit 1949 Mitarbeiter der Bayerischen Schachzeitung, die 1951 mit Das königliche Spiel zur bayerischen Verbandszeitschrift Das meisterliche Schach verschmolz, deren Hauptverantwortung damals Efim Bogoljubow trug. Hieraus ging wiederum die Süddeutsche Schachzeitung hervor, deren Redaktion Diel von Oktober 1957 bis 1961 innehatte. In Reaktion auf den Erfolg der Zeitschrift beschloss der DSB-Bundesvorstand, dieses Organ unter dem traditionsreichen Titel Deutsche Schachblätter überregional zu verbreiten. Unter diesem Namen erschien die Zeitschrift von 1962 bis 1986.
Daneben war Diel Mitglied im Deutschen Fernschachbund (BdF), wo er bei den beiden ersten Teleschach-Olympiaden Mannschaftsführer der Bundesrepublik war. 1975 wurde er mit der Silbernen Ehrennadel geehrt.
Diel war verheiratet und hinterlässt aus zweiter Ehe zwei Kinder. In seiner Freizeit widmete er sich der Ahnenforschung.

## Schachhistoriker
Diel schrieb mehrere schachgeschichtliche Bücher. Im Jahr 1977 verfasste er anlässlich des 100-jährigen Bestehens des DSB das Festbuch Schach in Deutschland. Im Jahr darauf gab er mit Klaus Lindörfer das Porträtalbum Die Schachweltmeister heraus. Schließlich ist ihm eine Darstellung zur Geschichte des Bayerischen Schachbundes (2000) zu verdanken. 
In späterer Zeit war sein Name vor allem mit Kurzbiografien historischer Schachmeister verbunden, die regelmäßig in verschiedenen Zeitschriften erschienen. Außerdem schrieb er die Kolumne „Aus vergangenen Zeiten“ für das Schachmagazin Kaissiber.

## Ehrungen
Diel war Ehrenmitglied im Bayerischen Schachbund, dem Unterfränkischen Schachverband und im Schachklub Mainaschaff. Mit der Goldenen Ehrennadel wurde er vom Deutschen Schachbund und vom Bayerischen Schachbund ausgezeichnet. Am 1. Oktober 1990 wurde ihm in Hanau die Verdienstmedaille des Verdienstordens der Bundesrepublik Deutschland verliehen.

## Veröffentlichungen (Auswahl)
- Schach in Deutschland. Festbuch aus Anlaß des hundertjährigen Bestehens des Deutschen Schachbundes e. V. 1877–1977. Rau, Düsseldorf 1977. ISBN 3791901672.
- (zusammen mit Klaus Lindörfer): Die Schachweltmeister. Eine Sammelmappe, Olms, Zürich 1979. ISBN 3283000174.
- Das Spiel der Könige. Wissenswertes und Unterhaltsames aus der Welt des Schachs, Bamberger Schachverlag, Bamberg 1983. ISBN 392311303X.
- Der Bayerische Schachbund. Aufbruch ins dritte Jahrtausend, Beyer, Hollfeld 2000. ISBN 3888052912.